# Traunstein (distrito)
Traunstein é um distrito da Alemanha, na região administrativa de Oberbayern, estado de Baviera.

## Cidades e Municípios
| Cidades | Municípios | |
| --- | --- | --- |
| 1. Tittmoning 2. Traunreut 3. Traunstein 4. Trostberg Cidades-mercado 1. Grassau 2. Waging am See¹ pertencente ao Verwaltungsgemeinschaft de Waging am See Verwaltungsgemeinschaften 1. Bergen 2. Marquartstein 3. Obing 4. Waging am See | 1. Altenmarkt an der Alz 2. Bergen 3. Chieming 4. Engelsberg 5. Fridolfing 6. Grabenstätt 7. Inzell 8. Kienberg 9. Kirchanschöring 10. Marquartstein 11. Nußdorf 12. Obing 13. Palling 14. Petting 15. Pittenhart | 1. Reit im Winkl 2. Ruhpolding 3. Schleching 4. Schnaitsee 5. Seeon-Seebruck 6. Siegsdorf 7. Staudach-Egerndach 8. Surberg 9. Tacherting 10. Taching am See 11. Übersee 12. Unterwössen 13. Vachendorf 14. Wonneberg |